# A.D. Decimum Lazio Femminile 2004-2005
Questa voce raccoglie le informazioni riguardanti la A.D. Decimum Lazio Femminile nelle competizioni ufficiali della stagione 2004-2005.

## Organigramma societario

### Area amministrativa
- Luigi Lomonaco - Direttore generale
- Felice Lo Re - Direttore sportivo
- Fabio Di Marziantonio - Vicepresidente
- Maurizio Cortani - Team manager
- Michele Nitti - Segretario generale
- Loris Cecotto - Addetto segreteria
- Donatella Coletti - Dirigente accompagnatore

### Area tecnica
- Sergio Guenza - Direttore tecnico
- Daniele Carrus - Preparatore portieri
- Marco Giangiuliani - Preparatore atletico
- Marco Pescosolido - Medico sociale
- Massimo Comastri - Medico sportivo
- Fausto Manganelli - Massaggiatore
- Donatella Trianni - Fisioterapista

## Rosa
Rosa aggiornata all'inizio della stagione.
| N. |                   | Ruolo | Calciatrice         |
| -- | ----------------- | ----- | ------------------- |
|    | Italia (bandiera) | C     | Alessandra Bossi    |
|    | Italia (bandiera) | D     | Laura Bottinelli    |
|    | Italia (bandiera) | P     | Veronica Brilli     |
|    | Italia (bandiera) | D     | Caterina Capolunghi |
|    | Italia (bandiera) | A     | Alessia Cianci      |
|    | Italia (bandiera) | P     | Silvia Colella      |
|    | Italia (bandiera) | A     | Cristina Coletta    |
|    | Italia (bandiera) | A     | Manuela Coluccini   |
|    | Italia (bandiera) | D     | Arianna Cortese     |
|    | Italia (bandiera) | C     | Siria De Angelis    |
|    | Italia (bandiera) | D     | Daniela Di Bari (c) |
|    | Italia (bandiera) | C     | Roberta Di Pastena  |

| N. |                    | Ruolo | Calciatrice         |
| -- | ------------------ | ----- | ------------------- |
|    | Italia (bandiera)  | D     | Valentina Foschi    |
|    | Italia (bandiera)  | A     | Alessia Frijo       |
|    | Nigeria (bandiera) | A     | Florence Iweta      |
|    | Italia (bandiera)  | D     | Valentina Lanzieri  |
|    | Italia (bandiera)  | A     | Manuela Lattanzi    |
|    | Italia (bandiera)  | D     | Valentina Licata    |
|    | Italia (bandiera)  | C     | Roberta Pieroni     |
|    | Italia (bandiera)  | D     | Lucia Proto         |
|    | Italia (bandiera)  | A     | Veronica Sciarretti |
|    | Italia (bandiera)  | A     | Laura Staiti        |
|    | Italia (bandiera)  | C     | Michela Sulfaro     |

## Calciomercato

### Sessione estiva
| Acquisti | Acquisti      | Acquisti            | Acquisti      |
| R.       | Nome          | da                  | Modalità      |
| -------- | ------------- | ------------------- | ------------- |
| A        | Silvia Casali | Bardolino Verona 83 | fine prestito |
| A        | Erica Croce   | Bardolino Verona 83 | fine prestito |

| Cessioni | Cessioni       | Cessioni         | Cessioni      |
| R.       | Nome           | a                | Modalità      |
| -------- | -------------- | ---------------- | ------------- |
| A        | Valentina Boni | Bardolino Verona | fine prestito |

## Risultati

### Serie A

#### Girone di andata
| Arbitro: | Revelant |

| |           |  |
| Camporese 3’ Boni 7’ (rig.), 20’, 35’, 66’, 82’ Gabbiadini 30’, 54’, 71’ Brumana 59’ Pasqui 60’, 79’ | Marcatori |  |

| Arbitro: | Affinito (Frattamaggiore) |

|  |           |                                                                     |
|  | Marcatori | 8’, 13’ Gazzoli 10’ Guarino 44’ Conti 69’, 82’ Pedersen 45’ Valenti |

| Arbitro: | Moschi (Prato) |

|                                              |           |                      |
| Nasuti 11’ (rig.) Prandi 33’ Pellizzer 90+1’ | Marcatori | 86’ (rig.) Coluccini |

| Roma 15 gennaio 2005, ore 14:30 CET 8ª giornata | A.D. Decimum Lazio | 0 – 0 | Torino | Stadio Tre Fontane\| Arbitro: \| Amore \| |
| Arbitro:                                        | Amore              |       |        |                                           |

| Arbitro: | Citro (Battipaglia) |

|            |           |                                |
| Crespi 20’ | Marcatori | 15’, 28’, 73’ Parejo 38’ Serra |

#### Girone di ritorno
| Roma 26 febbraio 2005, ore 14:30 CET 14ª giornata | A.D. Decimum Lazio | 0 – 6 | Bardolino Verona | Stadio Tre Fontane |

| Sassari 19 marzo 2005, ore 15:00 CET 15ª giornata | Torres Terra Sarda | 8 – 0 | A.D. Decimum Lazio | Stadio Vanni Sanna |

| Arbitro: | Peri |

| |           |  |
| Sodini 2’ Panico 7’, 21’, 25’, 31’, 41’, 47’, 55’, 72’, 79’ Zorri 8’, 35’, 72’ Margiotta 9’, 22’, 34’ E. Miniati 18’ Mazzantini 40’ Lanzieri 54’, 56’ Melillo 67’, 73’, 78’ | Marcatori |  |

| Arbitro: | Moi (Cagliari) |

|                                                                                  |           |                         |
| D. Serra 15’ Parejo 18’, 81’, 84’ Marchio 20’ Lenzu 30’ (rig.) Fusciani 51’, 83’ | Marcatori | 53’ Coletta 83’ Ragnoli |

### Coppa Italia

#### Primo turno
Girone 21
| Roma 11 settembre 2004 | A.D. Decimum Lazio | 4 – 1 | Sezze | Stadio Tre Fontane |

| Roma 19 settembre 2004, ore 14:00 CEST | Roma CF | 0 – 1 | A.D. Decimum Lazio |  |

#### Secondo turno
| Roma 20 novembre 2004 Andata | A.D. Decimum Lazio | – | Athena Recale | Stadio Tre Fontane |

| 7 novembre 2004 Ritorno | Athena Recale | – | A.D. Decimum Lazio |  |

#### Ottavi di finale
| Roma 20 novembre 2004 Andata | A.D. Decimum Lazio | 2 – 1 | M. Matese Bojano | Stadio Tre Fontane |

| 8 dicembre 2004 Ritorno | M. Matese Bojano | 3 – 2 | A.D. Decimum Lazio |  |

#### Quarti di finale
| Arbitro: | Falanga (Torre del Greco) |

|  |           |                                              |
|  | Marcatori | 9’ Fusciani 39’, 90+2’ Mar. Gozzi 21’ Parejo |

| 30 marzo 2005 Ritorno | Atletico Oristano | 3 – 0 | A.D. Decimum Lazio |  |

## Statistiche

### Statistiche di squadra
| Competizione | Punti | In casa | In casa | In casa | In casa | In casa | In casa | In trasferta | In trasferta | In trasferta | In trasferta | In trasferta | In trasferta | Totale | Totale | Totale | Totale | Totale | Totale | DR   |
| Competizione | Punti | G       | V       | N       | P       | Gf      | Gs      | G            | V            | N            | P            | Gf           | Gs           | G      | V      | N      | P      | Gf     | Gs     | DR   |
| ------------ | ----- | ------- | ------- | ------- | ------- | ------- | ------- | ------------ | ------------ | ------------ | ------------ | ------------ | ------------ | ------ | ------ | ------ | ------ | ------ | ------ | ---- |
| Serie A      | 3     | 11      | 0       | 1       | 10      | 4       | 44      | 11           | 0            | 2            | 9            | 7            | 74           | 22     | 0      | 3      | 19     | 11     | 118    | -107 |
| Coppa Italia | -     | -       | -       | -       | -       | -       | -       | -            | -            | -            | -            | -            | -            | -      | -      | -      | -      | -      | -      | -    |
| Totale       | -     | -       | -       | -       | -       | -       | -       | -            | -            | -            | -            | -            | -            | -      | -      | -      | -      | -      | -      | -    |